# Roan Barbary
Roan Barbary est un cheval de Barbarie à la robe rouan, cité comme étant la monture favorite du roi d'Angleterre Richard II (1367-1400) dans la pièce de théâtre du même nom, écrite par William Shakespeare en 1595.

## Attestations
La référence la plus connue à Roan Barbary est dans la pièce de William Shakespeare, Richard II (1595), où il appartient au roi du même nom. Il y est mentionné deux fois,.

« When Bolingbroke rode on roan Barbary ! That horse, that thou so often hast bestrid ; That horse, that I so carefully have dress'd ! »

Ce cheval, présumé de race Barbe, est réputé pour être adoré par le roi Richard II comme s'il s'agissait « de son unique enfant ». Sans que la réalité ne soit forcément connue, dans la pièce de Shakespeare, le roi y est très attaché. La colère de Richard II en apprenant que Bolingbroke a choisi de monter Roan Barbary pour se faire couronner à Westminster a inspiré de nombreux autres artistes et commentateurs.

## Analyse
Le nom de Roan Barbary (ou Roane Barbary) désigne à la fois la race de ce cheval (le berbère, ou Barbe, étant un cheval estimé à l’époque), et sa couleur, le rouan, habituellement un alezan avec un mélange de poils blancs ou gris. 
Les chevaux rouans sont rarement mentionnés dans les arts, Roan Barbary constituant une exception à ce titre. De plus, le rouan n'étant pas mentionné parmi les couleurs de robe actuellement possibles chez le Barbe, peut-être Roan Barbary était-il un cheval croisé.
De manière générale, Shakespeare accorde une large place aux chevaux dans ses œuvres, et semble avoir disposé d'un cheval de selle ainsi que de connaissances équestres. Il valorise tout particulièrement le cheval « léger », et semble avoir lui-même tenu le cheval de Barbarie en très haute estime.